# 真無鬚魮
真無鬚魮（学名：Puntius ticto）為輻鰭魚綱鯉形目鯉科的其中一個種。

## 分布
本魚分布於尼泊尔、印度、巴基斯坦、孟加拉、斯里兰卡与缅甸、泰国的溪流（湄公河、伊洛瓦底江、薩尔温江、湄南河）。

## 特徵
本魚體呈銀棕色，身上覆蓋著黑邊魚鱗，有兩塊小黑斑，一塊在尾柄上，另一塊在鰓蓋後邊。背鰭紅黑混雜，尤其是雄魚的鰭，其餘的鰭為淺黃色。繁殖期之前，雌魚會顯得豐腴。體長可達10公分。

## 生態
本魚棲息在淡水溪流中，性情溫和，喜群游，屬雜食性，以蠕蟲、甲殼類、昆蟲、植物等為食。雌魚在岩石上產卵，最多可產120顆卵，魚卵約1天孵化。

## 經濟利用
為觀賞性魚類，飼養時以寬約60公分以上的水族箱為宜。